# Yarichin Bitch Club
Yarichin Bitch Club (ヤリチン☆ビッチ部?, Yarichin Bitchi-bu) è un manga yaoi scritto e disegnato da Tanaka Ogeretsu a partire dal 2012.
In Italia l'opera viene pubblicata da Edizioni BD, sotto l'etichetta J-Pop, a partire dal 2019. Un adattamento anime del manga, composto da 2 episodi, è stato realizzato tra il 2018 e il 2019.

## Trama
Takashi Tōno è uno studente del liceo che si è appena trasferito alla Morimori Academy, un collegio privato solamente maschile sperduto tra le montagne. Nella scuola incontra Kyōsuke Yaguchi, il suo primo e unico amico, ma poiché è negato negli sport non si unisce alla squadra di calcio con Yaguchi ma sceglie, invece, il club di fotografia. Appena arrivato alla sala nella quale si riuniscono i membri del club scopre che esso viene anche chiamato "Yarichin bitch Club". Se inizialmente Tōno è imbarazzato dalla cosa e vorrebbe andarsene, un altro ragazzo trasferitosi recentemente nella scuola di nome Yū Kashima si unisce, proprio nello stesso momento, al club. Tōno viene obbligato a prendere parte al club. Proprio su questo ultimo punto si svolge la trama.

## Personaggi
Takashi Tōno (遠野 高志?, Tōno Takashi)
Doppiato da: Yūsuke Kobayashi

I protagonisti dell'opera (dal promo della serie animata)

All'inizio della serie si trasferisce da Tokyo all'Accademia Morimori a causa del lavoro di suo padre. Appena iscritto entra nello Yarichin Club credendolo erroneamente un normale club fotografico. È molto negato per l'attività sportiva (in particolare per i giochi che coinvolgono un pallone) e tende a intimidirsi dinnanzi ad altre persone. Rimane spesso scioccato dalle varie attività sessuali dello Yarichin Club nelle quali si imbatte per caso. Durante la storia sviluppa una cotta per Yaguchi.
Yū Kashima (加島 優?, Kashima Yū)
Doppiato da: Daiki Hamano
È il secondo nuovo studente trasferitosi all'Accademia Morimori. Nonostante all'inizio della storia si sia unito al club di fotografia a differenza di Takashi non è scandalizzato o intimidito dalle ampie attività sessuali praticate in esso e accetta ben volentieri la cosa. È un bravo studente ed è cresciuto in una grande famiglia. Gli piace Tōno e finge di avere una relazione con lui per impedirgli di essere violentato dai membri del club dopo i suoi pessimi risultati mensili.
Kyōsuke Yaguchi (矢口 恭介?, Yaguchi Kyōsuke)
Doppiato da: Ayumu Murase
Noto anche con il soprannome di "Yacchan" è il cugino di Yū Kashima ed è un membro di spicco della squadra di calcio della scuola. Yaguchi è l'unico amico di Tōno nella sua classe e sebbene inizialmente appaia come allegro e gentile, cosa che lo rende molto popolare, in realtà il suo è un atteggiamento di facciata dato che ha una personalità molto oscura e arrabbiata. È profondamente turbato da suo cugino Kashima, che considera un idolo da imitare.
Ayato Yuri (百合 絢斗?, Yuri Ayato)
Doppiato da: Takuya Satō
Uno studente del secondo anno che si comporta in modo molto strano, parlando con frasi spezzate, parole confuse e rumori casuali. Nonostante ciò è uno degli studenti più intelligenti di tutto l'istituto e a volte dimostra un'incredibile lucidità.
Yui Tamura (田村 唯?, Tamura Yui)
Doppiato da: Yūki Ono
Noto anche con il soprannome di "Tamu-senpai" è uno studente del secondo anno che ha un amore non corrisposto verso Yaguchi. Ha un grande senso di lealtà e gli piace fare cose disgustose alle persone. Non riesce a esprimere molto bene i propri pensieri e di solito finisce per dire l'esatto contrario di ciò che intende, passando per una persona cattiva.
Keiichi Akemi (明美 圭一?, Akemi Keiichi)
Doppiato da: Tsubasa Yonaga
Presidente dello Yarichin Club e fidanzato di Itome. Iscritto alla Morimori Academy sin dalle scuole medie è metà giapponese e metà francese. Il suo nome completo è Keiichi Claude Akemi.
Kōshirō Itome (糸目 幸士郎?, Itome Kōshirō)
Doppiato da: Masahiro Yamanaka
Estremamente romantico è il fidanzato di Akemi, di cui è profondamente innamorato, ed è il membro più silenzioso del Yarichin Club. Di solito è l'attivo quando fa sesso con gli altri ragazzi ma diventa il passivo quando fa l'amore con Akemi. Proviene da una famiglia ricca.
Itsuki Shikatani (鹿谷 樹?, Shikatani Itsuki)
Doppiato da: Masatomo Nakazawa
Ragazzo affetto da un forte complesso di persecuzione che dimostra una notevole misofobia verso la maggior parte delle cose a eccezion fatta per il sesso. Ama indossare abiti da donna e durante la storia intraprenderà una storia con Matsumura, insegnante di chimica della scuola.
Tōru Fujisaki (藤咲 透?, Fujisaki Tōru)
Doppiato da: Kentarō Kumagai
Noto anche con il soprannome di "Jimmy" è uno studente del primo anno che diventa ossessionato da Yuri dopo che quest'ultimo lo ha salvato da un tentativo di suicidio.
Matsumura (松村?)
Doppiato da: Daisuke Ono
Insegnante di chimica all'Accademia Morimori. Durante la storia emergerà che ha una relazione segreta con Shikatani e che spesso fa sesso con lui in classe quando le ore di scuola sono finite; tuttavia, lo sta ricattando.

## Media

### Manga
Il manga, scritto e illustrato da Tanaka Ogeretsu, ha iniziato la serializzazione il 10 giugno 2012. La casa editrice Gentosha pubblica i volumi tankōbon a partire dal 24 marzo 2016.
In Italia la serie viene pubblicata da Edizioni BD sotto l'etichetta J-Pop dal 10 aprile 2019. La traduzione dei testi è curata da Valentina Vignola.

#### Volumi
| Nº | Data di prima pubblicazione | Data di prima pubblicazione                                                 | Data di prima pubblicazione | Data di prima pubblicazione                                                 |
| Nº | Giapponese                  | Giapponese                                                                  | Italiano                    | Italiano                                                                    |
| -- | --------------------------- | --------------------------------------------------------------------------- | --------------------------- | --------------------------------------------------------------------------- |
| 1  | 24 marzo 2016               | ISBN 978-4-344-83631-0 (ed. regolare) ISBN 978-4-344-83632-7 (ed. limitata) | 10 aprile 2019              | ISBN 978-88-3275-793-4                                                      |
| 2  | 24 maggio 2017              | ISBN 978-4-344-83941-0 (ed. regolare) ISBN 978-4-344-83941-0 (ed. limitata) | 5 giugno 2019               | ISBN 978-88-3275-888-7                                                      |
| 3  | 21 settembre 2018           | ISBN 978-4-344-84237-3 (ed. regolare) ISBN 978-4-344-84238-0 (ed. limitata) | 31 luglio 2019              | ISBN 978-88-3275-947-1                                                      |
| 4  | 22 gennaio 2021             | ISBN 978-4-344-84765-1 (ed. regolare) ISBN 978-4-344-84766-8 (ed. limitata) | 9 marzo 2022                | ISBN 978-88-349-0035-2 (ed. regolare) ISBN 978-88-349-0927-0 (ed. limitata) |
| 5  | 23 luglio 2022              | ISBN 978-4-344-85073-6                                                      | 1º marzo 2023               | ISBN 978-88-349-1859-3                                                      |
| 6  | 24 dicembre 2024            | ISBN 978-4-344-85523-6                                                      | agosto 2025                 | ISBN 978-88-349-3408-1                                                      |

### Drama-CD
Una serie di drama-CD sono stati pubblicati dalla Ginger Records. Il primo di questi è stato annunciato con l'uscita del primo volume del manga ed è stato successivamente pubblicato il 10 giugno 2016. Il secondo CD è uscito invece il 25 agosto 2017.

### Anime
Un adattamento animato è stato annunciato all'AnimeJapan 2018 presso lo stand di Toho. L'OAV è stato pubblicato in DVD il 21 settembre 2018 in allegato all'edizione limitata del terzo volume giapponese del manga. L'episodio è stato animato dallo studio Grizzly, diretto da Al Yoshimura, Noel Mizuki ha lavorato alla sceneggiatura, Koji Haneda è il responsabile del character design, Shūji Katayama ha composto la colonna sonora mentre Kisuke Koizumi ha svolto il ruolo di direttore del suono. I doppiatori sono i medesimi che hanno prestato la voce ai rispettivi personaggi nei drama-CD. Un secondo episodio è stato pubblicato il 17 aprile 2019 sia in Blu-ray che DVD all'interno del pacchetto chiamato Morimori Version, il quale include anche il primo episodio, un breve manga esclusivo di 16 pagine dell'autrice Tanaka Ogeretsu e un drama-CD inedito.
La sigla è Touch You dei Shiritsu Morimori Gakuen Seishun Danshis, che vede i doppiatori dei protagonisti interpretare i rispettivi personaggi. La canzone è stata composta da Yuyoyuppe e scritta da Tanaka Ogeretsu, già autrice del manga originale. Touch You è stato pubblicato come singolo il 15 agosto 2018 e presentava versioni individuali della canzone per tutti e nove i personaggi. Nel novembre 2020 Touch You si è classificato al 4º posto nella top 10 virale globale su Spotify negli Stati Uniti e in Inghilterra dopo aver guadagnato popolarità su TikTok, in parte dovuto anche ai numerosi mash-up non ufficiali con il brano del 2020, WAP, di Cardi B e Megan Thee Stallion.
| Nº | Titolo italiano (traduzione letterale) Giapponese 「Kanji」 - Rōmaji | Prima edizione    | Prima edizione |
| Nº | Titolo italiano (traduzione letterale) Giapponese 「Kanji」 - Rōmaji | Giapponese        |                |
| 1  | Episodio 1 「第1話」 - Dai-ichi-wa                                   | 21 settembre 2018 |                |
| 2  | Episodio 2 「第2話」 - Dai-ni-wa                                     | 17 aprile 2019    |                |